# Cybianthus coronatus
Cybianthus coronatus là một loài thực vật có hoa trong họ Anh thảo. Loài này được A.B.Joly & S.L.Jung mô tả khoa học đầu tiên năm 1978.